# Duarte
Duarte város az USA Kalifornia államában. Lakosainak száma 21 727 fő (2020. április 1.).

## Népesség
A település népességének változása:

| 2010 | 21 321 |
| 2020 | 21 727 |